# Útok na Mers-el-Kébir
Útok na Mers-el-Kébir byl jednou z námořních operací druhé světové války ve Středozemním moři, při kterém došlo ke střetu mezi bývalými spojenci Francií a Velkou Británií dne 3. července 1940. Šlo o britský námořní útok na lodě francouzského námořnictva na námořní základně v Mers-el-Kébiru v Oranu na pobřeží francouzského Alžírska. Útok byl součástí operace Catapult - britského plánu neutralizovat nebo zničit francouzské lodě, aby se zabránilo jejich padnutí do německých rukou v důsledku porážky spojenců v bitvě o Francii. Britské ostřelování základny zabilo 1 297 francouzských vojáků, potopilo bitevní lodě a poškodilo dalších pět lodí, zatímco britská strana ztratila pět letadel a dva členy posádky.
Letecký a námořní útok provedlo Královské námořnictvo poté, co Francie podepsala příměří s Německem a Itálií, které vstoupilo v platnost 25. června. Pro Brity mělo zvláštní význam pět bitevních lodí třídy Bretagne a Richelieu a dvě rychlé bitevní lodě třídy Dunkerque, po královském námořnictvu druhá největší síla válečných lodí v Evropě. Britský válečný kabinet se obával, že lodě padnou do rukou Osy. Admirál François Darlan, velitel francouzského námořnictva, ujistil Brity, že flotila zůstane pod francouzskou kontrolou, ale Winston Churchill a válečný kabinet usoudili, že riziko je příliš velké.
Francouzi si mysleli, že vůči svému bývalému spojenci jednají, pokud jde o jejich příměří s Německem a Itálií, čestně. Britský útok byl ve Francii téměř všeobecně odsouzen a ještě roky zuřila nelibost nad tím, co jejich bývalý spojenec považoval za zradu. Maršál Philippe Pétain, který byl 16. června jmenován francouzským předsedou vlády, 8. července se Spojeným královstvím přerušil diplomatické styky. Následujícího dne se ve Vichy sešli poslanci Národního shromáždění, kteří hlasovali o revizi ústavy, čímž byla ukončena Třetí Francouzská republika a Pétain byl dosazen s plnou mocí jako vůdce nového francouzského státu.
Francouzská letadla se několikrát pokusila akci oplatit bombardováním Gibraltaru a francouzské lodě si několikrát vyměnily palbu s těmi britskými, než bylo v západním Středomoří zaznaménano tiché příměří. 27. listopadu 1942, po zahájení operace Torch, spojenecké invazi do francouzské severní Afriky, francouzské námořnictvo zmařilo akci Anton, německou a italskou operaci, která měla zajmout zbytek francouzské flotily v Toulonu, potopením lodí. Britský útok na Mers-el Kébir zůstává kontroverzní, ale někteří historici poukazují, že světu prokázal, že Británie bude bojovat dál.

## Francouzská strana
V době kapitulace 22. června 1940 bylo rozložení francouzské floty (pod velením velkoadmirála Françoise Darlana) mimo Francii následující:
- v britských přístavech: bitevní lodě Courbet a Paris, torpédoborce Léopard, Le Triomphante, Mistral, Ouragan a mnoho menších lodí
- v Alexandrii: bitevní loď Lorraine, těžké křižníky Duquesne, Tourville, Suffren, lehké křižníky Duguay-Trouin, torpédoborce Basque, Forbin, Le Fortuné a ponorka Protée. Velitel viceadmirál René-Emile Godfroy
- v Mers-el-Kébiru: bitevní lodě Dunkerque, Strasbourg, Provence a Bretagne, nosič hydroplánů Commandant Teste a torpédoborce Mogador, Volta, Tigre, Lynx, Le Terrible a Kersaint. Velitel viceadmirál Marcel-Bruno Gensoul
- v Oranu: 7 torpédoborců a 4 ponorky
- v Alžíru: 6 lehkých křižníků
- v Casablance: bitevní loď Jean Bart (nedokončená), lehký křižník Primauguet
- v Dakaru: bitevní loď Richelieu
- na Martiniku: letadlová loď Béarn, křižníky Émile Bertin a Jeanne d'Arc

## Britská strana

Britský útok na Mers-el-Kébir

Po kapitulaci Francie stála britská admiralita před otázkou, co bude dál s téměř neporušenou francouzskou flotou. Z obavy, aby francouzské lodě nepadly do rukou Němcům nebo Italům, byla zahájena operace „Catapult“. 3. července 1940 byly obsazeny všechny francouzské lodě v britských přístavech a v Alexandrii a jejich posádky byly internovány. K Mers-el-Kébiru, francouzské zámořské základně, kde byla shromážděna nejsilnější flota, vyplul britský svaz H. Svazu H velel admirál James Somerville. Byl složen z letadlové lodě HMS Ark Royal, bitevního křižníku HMS Hood, bitevních lodí HMS Valiant a HMS Resolution, lehkých křižníků HMS Arethusa a HMS Enterprise a torpédoborců HMS Faulknor, HMS Foxhound, HMS Fearless, HMS Forester, HMS Foresight, HMS Escort, HMS Keppel, HMS Active, HMS Wrestler, HMS Vidette a HMS Vortigern.

## Bitva

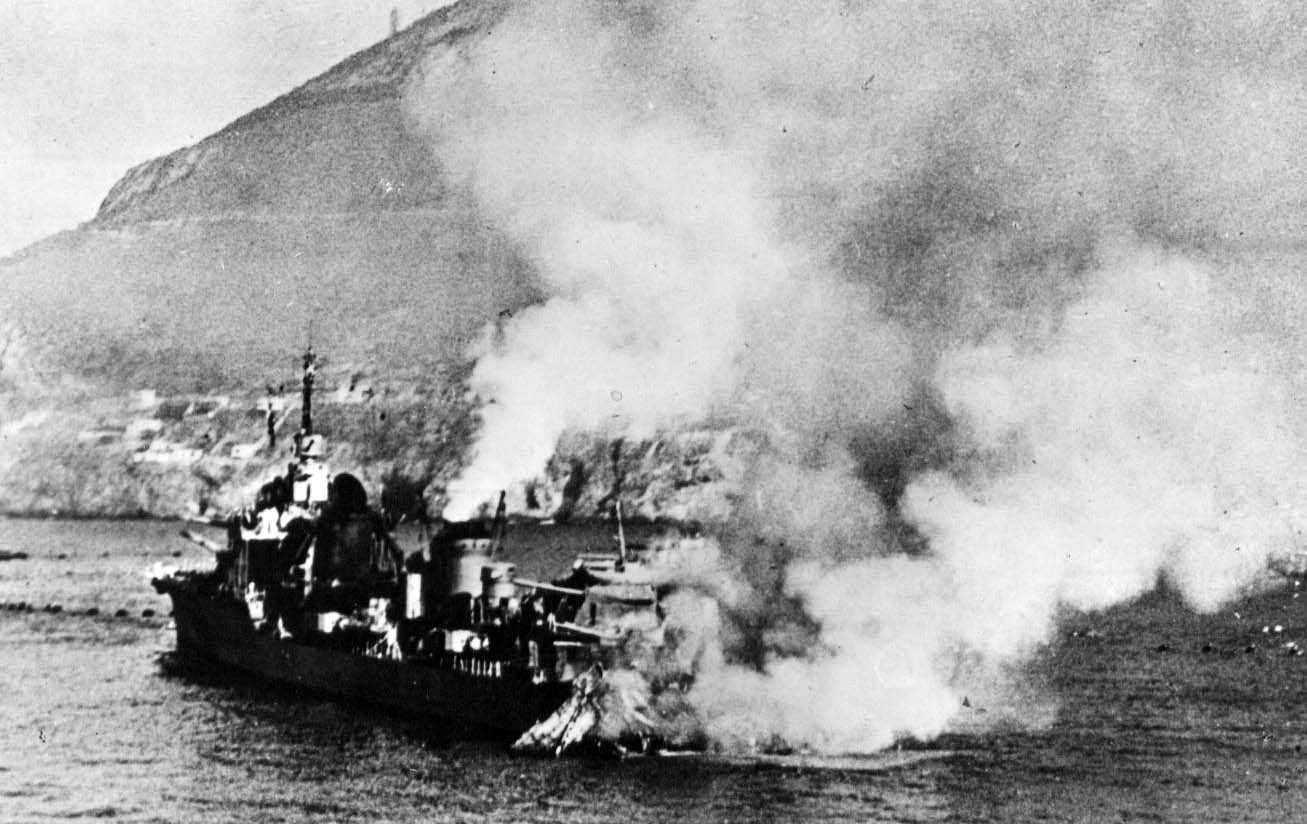
Hořící torpédoborec Mogador

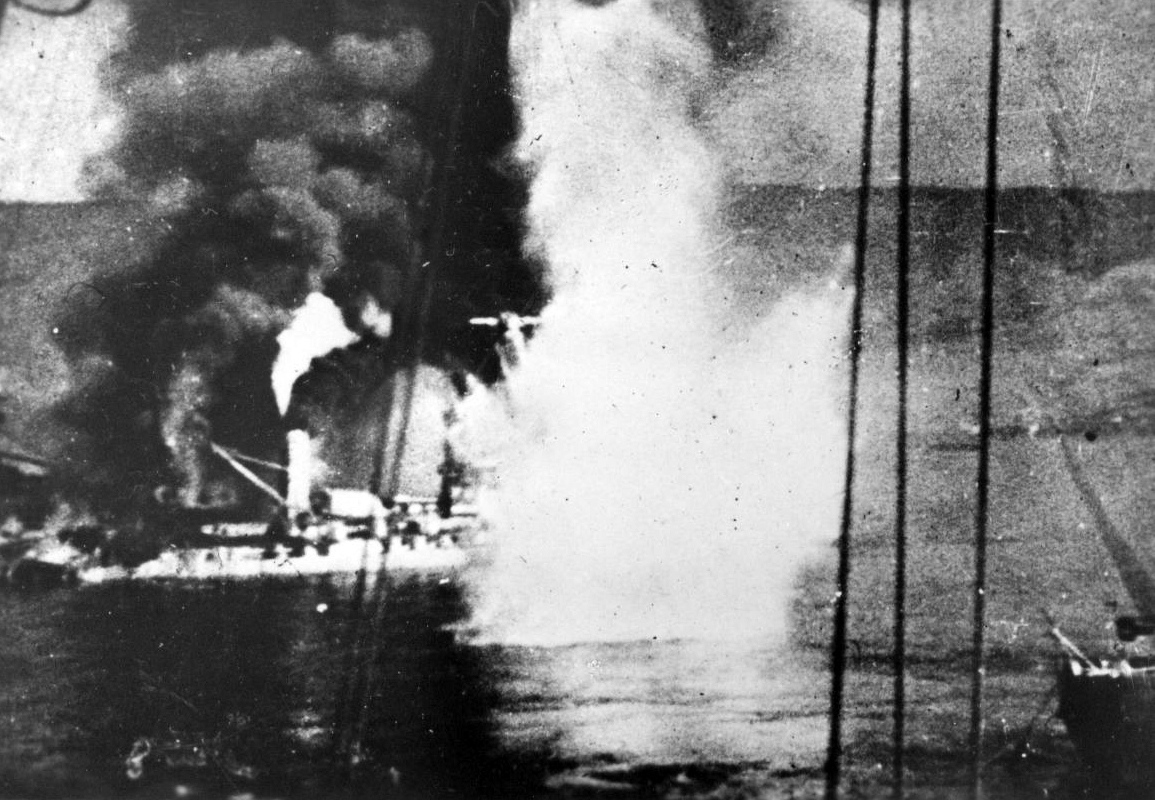
Výbuch na bitevní lodi Bretagne

3. července 1940 poslal Somerville ultimátum pro viceadmirála Gensoula velitele francouzské floty v Mers-el-Kébiru. Ten po téměř celodenním vyjednávání ultimátum nepřijal, a proto v 17:54 vydal Somerville příkaz k palbě. Po pouhých 13 minutách signalizoval Gensoul, že jeho lodě nejsou schopny boje. Bitevní loď Bretagne byla potopena. Bitevní lodě Dunkerque, Provence a torpédoborec Mogador musely najet na břeh, aby se vyhnuly potopení. Jen bitevní lodi Strasbourg a torpédoborcům Volta, Tigre, Lynx, Le Terrible a Kersaint se podařilo vyplout na volné moře a směřovat k Toulonu. Swordfishe z letadlové lodi Ark Royal se dvakrát neúspěšně pokusily prchající lodě napadnout. Dvě letadla byla sestřelena. 4. července francouzské lodě dopluly do Toulonu.

## Dohra
4. července ponorka Pandora potopila francouzský dělový člun Rigault de Genouilly. Francouzské letectvo podniklo neúspěšný nálet na Gibraltar.
Vzhledem k pochybnostem o rozsáhlosti poškození bitevních lodí v Mers-el-Kébiru provedla letadla z Ark Royal 5. července nálet při kterém byla pravděpodobně dvěma torpédy zasažena hlídková loď Terre-Neuve uvázaná u pravé strany přídě Dunkerque. Na palubě tohoto poměrně malého plavidla však bylo naloženo 44 hlubinných bomb. Těsně před 07:00 jich na již potopené Terre-Neuve explodovalo téměř současně 28. Na části trupu bitevního plavidla bylo strženo pancéřování i obšívka a vzniklým otvorem o rozměrech cca 18 x 12 metrů vniklo do nitra Dunkerque přes 20 000 tun vody.
Po prohlídkách bylo plavidlo zprvu označeno jako totální ztráta, postupně se však podařilo obrovskou díru v trupu provizorně utěsnit betonem a odčerpat vodu. 19. února 1942 se po zprovoznění části strojovny vydala zmrzačená bitevní loď na celkovou opravu do loděnic v Toulonu. Zde byla později při přepadení přístavu Němci 27. listopadu 1942 potopena vlastní posádkou.
Dne 6. července letadla z letadlové lodě HMS Hermes provedla nálet na bitevní loď Richelieu v Dakaru. Richelieu byla zasažena jedním torpédem.

## Závěr
Francouzská flota byla vážně poškozena a zahynulo 1297 Francouzů. Půl roku byly lodě v Mers-el-Kébiru provizorně opravovány a pak odpluly do Toulonu.
Výstřely, které zde Britové vystřelili na Francouze, byly první od bitvy u Waterloo a operace „Catapult“ na dlouhou dobu poznamenala britsko-francouzské vztahy.
Aby se francouzská flota vyhnula převzetí Němci, 27. listopadu 1942 byla většina lodí v Toulonu potopena vlastními posádkami.